# Municipio de Shrewsbury (condado de Lycoming)
El municipio de Shrewsbury  (en inglés: Shrewsbury Township) es un municipio ubicado en el condado de Lycoming en el estado estadounidense de Pensilvania. En el año 2000 tenía una población de 433 habitantes y una densidad poblacional de 9.6 personas por km².

## Geografía
El municipio de Shrewsbury se encuentra ubicado en las coordenadas 41°18′50″N 76°40′37″O / 41.31389, -76.67694.

## Demografía
Según la Oficina del Censo en 2000 los ingresos medios por hogar en la localidad eran de $36,389 y los ingresos medios por familia eran $45,417. Los hombres tenían unos ingresos medios de $30,208 frente a los $23,750 para las mujeres. La renta per cápita para la localidad era de $17,186. Alrededor del 5,0% de la población estaban por debajo del umbral de pobreza.